# Suzanne (Somme)
Suzanne (picardisch: Suzène) ist eine nordfranzösische Gemeinde mit 191 Einwohnern (Stand 1. Januar 2022) im Département Somme in der Region Hauts-de-France. Die Gemeinde gehört zum Arrondissement Péronne und zur Communauté de communes du Pays du Coquelicot.

## Geographie

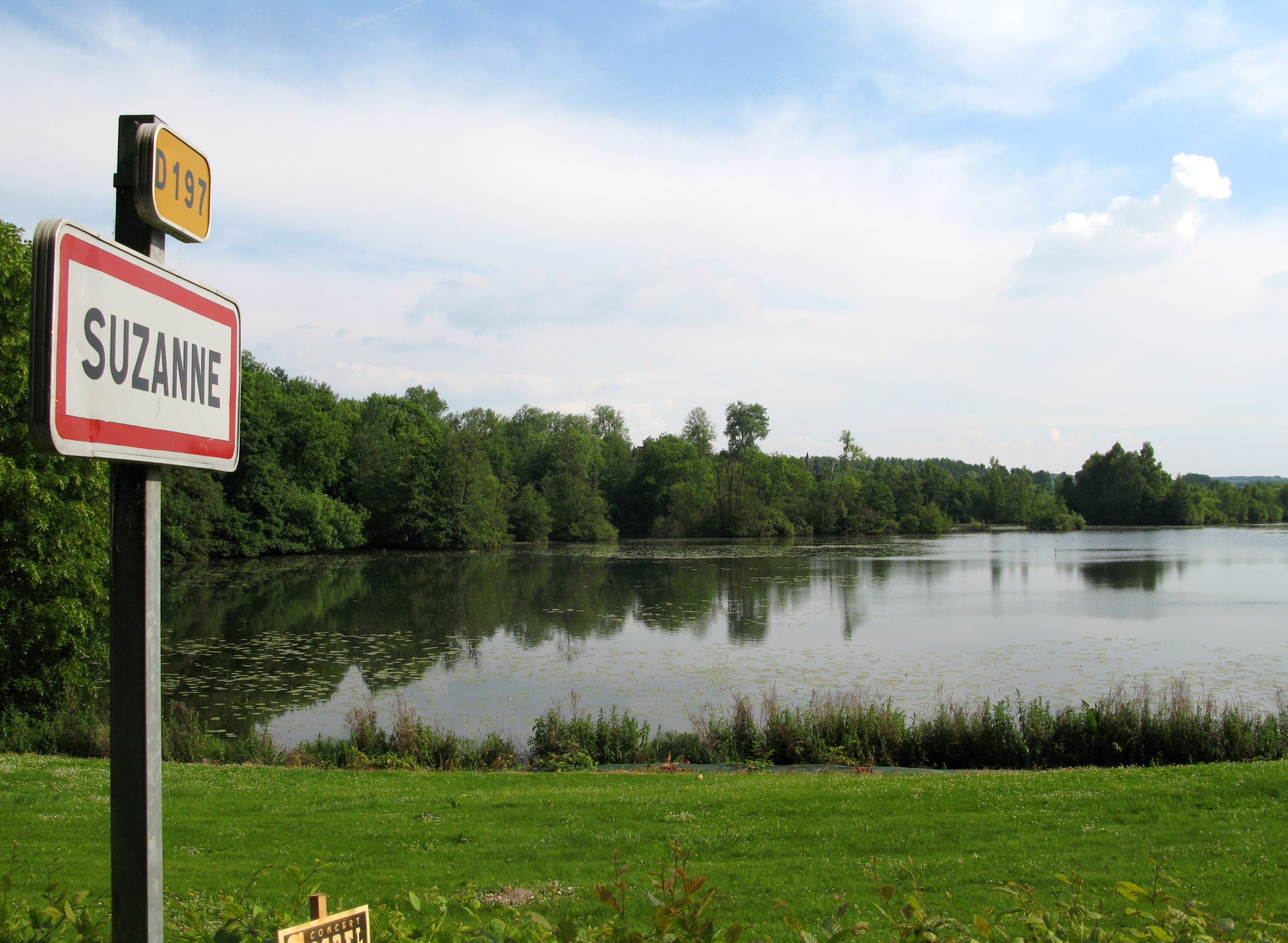
Teichlandschaft zwischen Suzanne und Cappy

Die am rechten Ufer der hier mäandrierenden und durch Teiche erweiterten Somme gelegene Gemeinde liegt rund vier Kilometer östlich von Bray-sur-Somme.

## Geschichte
Im Gemeindegebiet wurden Überreste aus prähistorischer Zeit sowie merowingische Bestattungen gefunden. Das Schloss nahe an der Somme wurde 1619 von der Familie Valpergue an der Stelle einer alten Befestigung erbaut. Es gehörte später der Familie Estourmel und im 20. Jahrhundert dem Humoristen Yves Lecoq.
1636 wurde Suzanne von spanischen Truppen, 1870 von preußischen Truppen niedergebrannt.
Im Ersten Weltkrieg wurde das Schloss vom französischen Generalstab in Beschlag genommen.
Die Gemeinde erhielt als Auszeichnung das Croix de guerre 1914–1918.
| 1962 | 1968 | 1975 | 1982 | 1990 | 1999 | 2006 | 2018 |
| ---- | ---- | ---- | ---- | ---- | ---- | ---- | ---- |
| 168  | 168  | 147  | 143  | 159  | 151  | 185  | 190  |

## Sehenswürdigkeiten
- Das seit 1984 als Monument historique klassifizierte Schloss (Base Mérimée PA00116255).
- Kirche Saint-Rémy

## Persönlichkeiten
- Louis Marie d’Estourmel (1744–1823), Feldmarschall, Deputierter und Offizier der Ehrenlegion, wurde in Suzanne geboren.